# Ik denk aan jou (Rolf Sanchez)
Ik denk aan jou is een lied van de Dominicaans-Nederlandse zanger Rolf Sanchez. Het werd in 2023 als single uitgebracht.

## Achtergrond
Ik denk aan jou is geschreven door John Ewbank en Hansen Thomas en geproduceerd door John Ewbank en Jeremia Jones. Het is een ballad dat past in het genre nederpop. In het lied zingt de artiest over hoe hij constant aan zijn geliefde denkt. Het lied kwam voort uit televisieprogramma I Want Your Song. Hier presenteerde Hansen Tomas het lied aan Sanchez, waarna die het koos om uit te brengen. Sanchez kon dat echter niet direct doen, omdat hij last had van stemproblemen. In september 2023 werd het uiteindelijk uitgebracht, tegelijkertijd met een documentaire over het leven van Sanchez; Mi Historia. 
Het lied past niet volledig in het repertoire van Sanchez; waar de meeste liedjes uit de latinpop komen en deels in het Spaans en Nederlands gezongen worden, is het een volledig Nederlandstalige ballade. Hierover vertelde Sanchez dat hij wel heel blij was om deze ballad uit te brengen, om mensen geluk over te brengen in soms lastige periodes.

## Hitnoteringen
De zanger had beperkt succes met het lied. Er was geen notering in de Single Top 100 en ook de Top 40 werd niet bereikt. Bij laatstgenoemde was er wel de 23e plaats in de Tipparade. 